# Велика Чепца
Велика Чепца́ (рос. Большая Чепца) — присілок в Дебьоському районі Удмуртії, Росія.

## Населення
Населення — 61 особа (2010; 109 в 2002).
Національний склад станом на 2002 рік:
- удмурти — 74 %

## Урбаноніми[3]
- вулиці — Лобановська, Стрітенська, Церковна